# Place Milena-Salvini
La place Milena-Salvini est une place située dans le 13e arrondissement de Paris, en France.

## Situation et accès
La place est située au croisement des rues Vergniaud et Wurtz.

## Origine du nom
La place porte le nom de Milena Salvini (1933-2022), danseuse française.

## Historique
Par délibération du 8 juin 2023, la voie prend la dénomination de « place Milena-Salvini ».